# Muddermossa
Muddermossa (Physcomitrella patens) är en bladmossart som beskrevs av Bruch och W. P. Schimper in B.S.G. 1849. Muddermossa ingår i släktet Physcomitrella och familjen Funariaceae. Enligt den finländska rödlistan är arten starkt hotad i Finland. Enligt den svenska rödlistan är arten nära hotad i Sverige. Arten förekommer i Götaland, Öland, Svealand och Nedre Norrland. Artens livsmiljö är fuktiga gräsmarker, dikesrenar. Inga underarter finns listade i Catalogue of Life.

## Bildgalleri

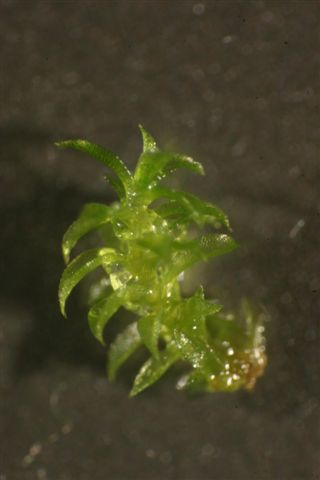
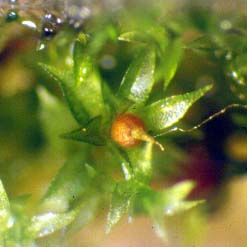
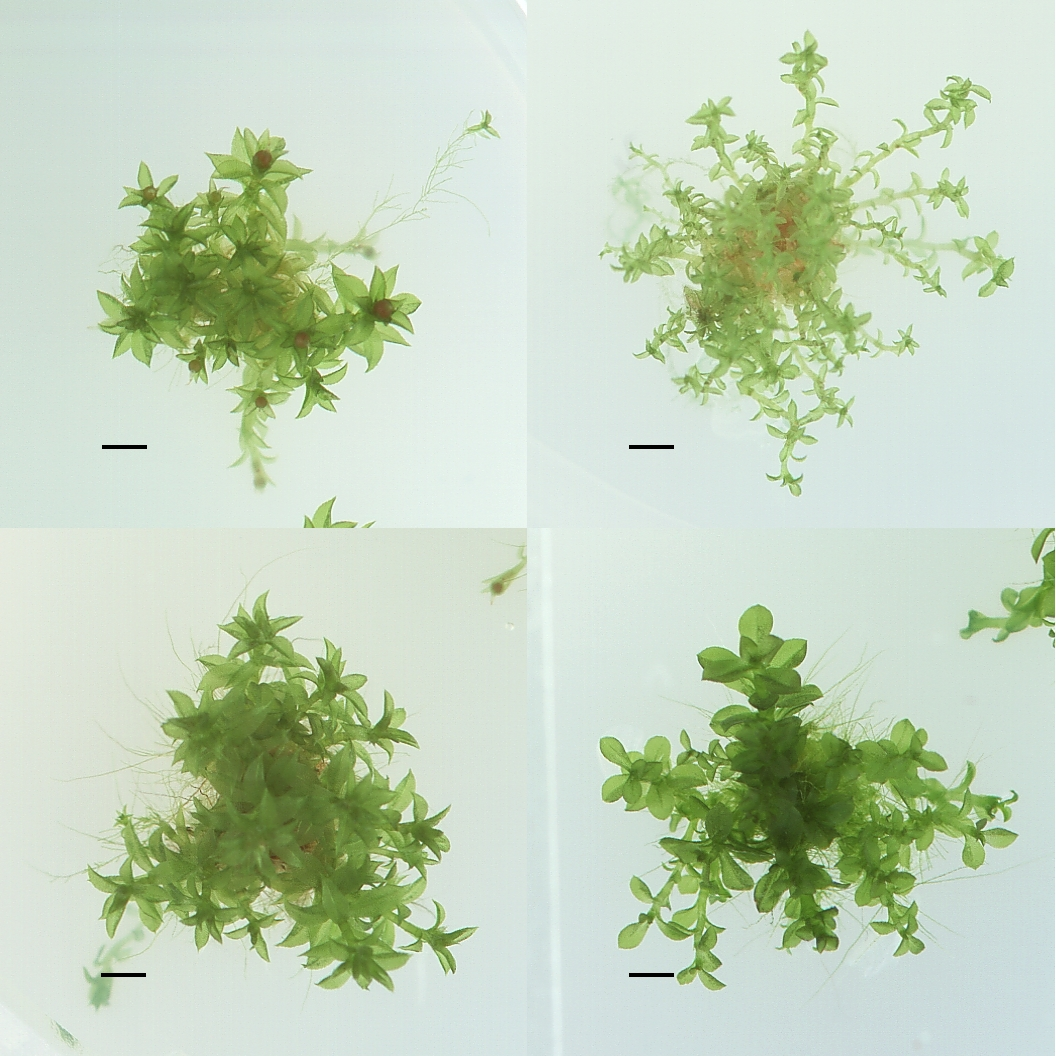
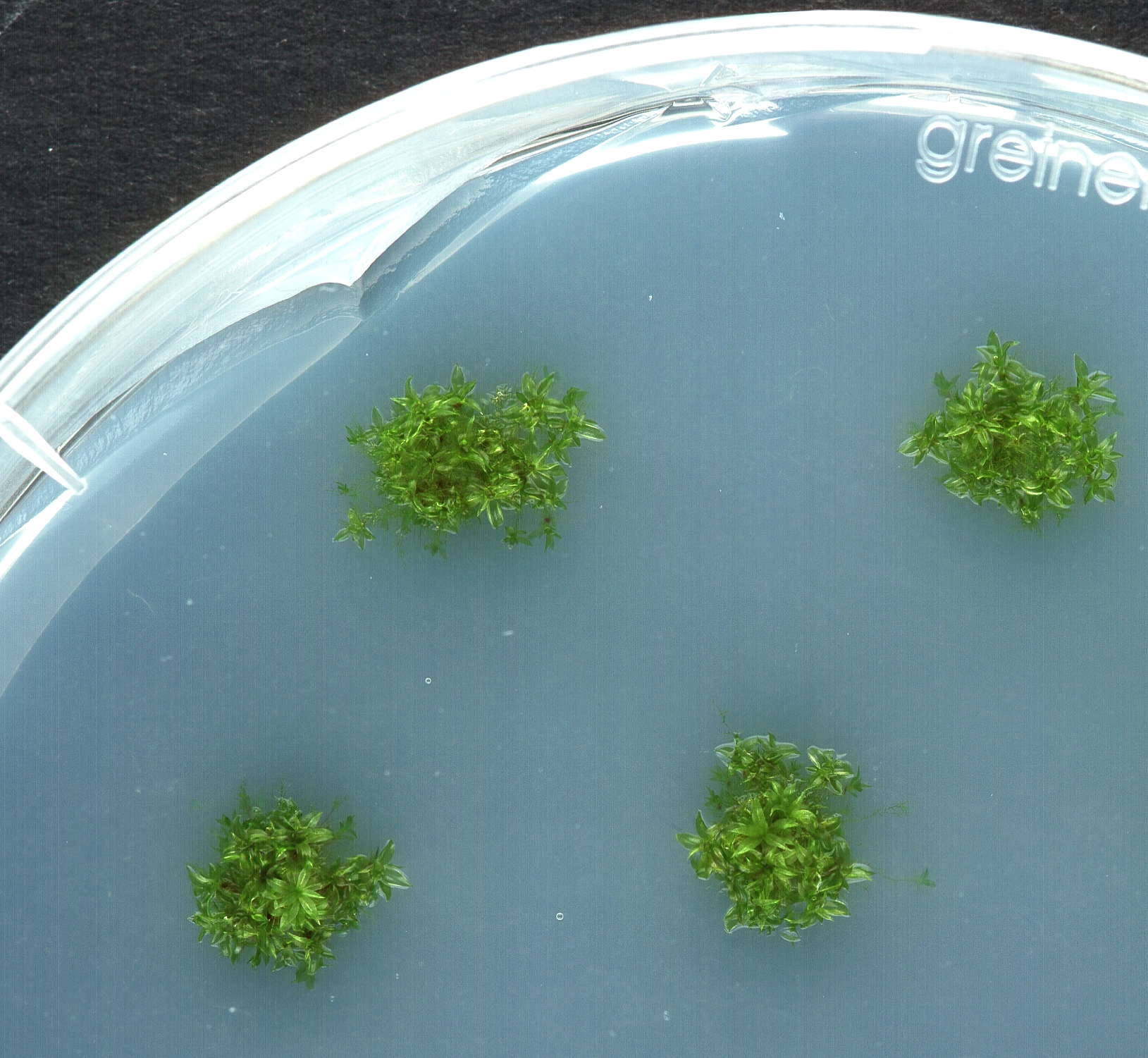